# Věra Čulíková
Věra Čulíková (* 4. května 1951 Opava) je česká archeobotanička, v letech 1990–1992 poslankyně České národní rady.

## Život
Narodila se 4. května 1951 v Opavě. V letech 1970–1975 vystudovala odbornou biologii se specializací na systematickou botaniku na Přírodovědecké fakultě Masarykovy univerzity v Brně (tehdejší Univerzity J. E. Purkyně). V roce 1977 na tamní katedře biologie rostlin obhájila rigorózní práci.
Již před vysokoškolským studiem krátce pracovala na archeobotanickém pracovišti opavské pobočky Archeologického ústavu v Brně a po dokončení studia tamtéž nastoupila jako pomocná síla. V letech 1982–1986 zde realizovala svou vědeckou aspiranturu. Věnovala se archeobotanickému analyzování rostlinných makrozbytkù z historického jádra města Most, jehož výsledky zpracovala v kandidátské dizertační práci. Jako odborná a od roku 1988 vědecká pracovnice Archeologického ústavu v opavském pracovišti pokračovala ve studiu rostlinných makrozbytků (semen, plodů, dřeva) z archeologických lokalit a dalších činnostech.
Výjimku z vědecké činnosti představovalo období let 1990–1992, kdy se jako poslankyně České národni rady za Občanské fórum věnovala politice a zákonodárství, a to jako členka výboru pro vědu, vzdělání a kulturu.